# Coral Gables
Coral Gables és una ciutat del Comtat de Miami-Dade a l'estat de Florida dels Estats Units d'Amèrica.

## Demografia
Segons el cens del 2005 tenia 42.871 habitants. Segons el cens del 2000, Coral Gables tenia 42.249 habitants, 16.793 habitatges, i 10.243 famílies. La densitat de població era de 1.242,4 habitants per km².
Dels 16.793 habitatges en un 24,2% hi vivien nens de menys de 18 anys, en un 49,2% hi vivien parelles casades, en un 9,1% dones solteres, i en un 39% no eren unitats familiars. En el 31,5% dels habitatges hi vivien persones soles el 9,8% de les quals corresponia a persones de 65 anys o més que vivien soles. El nombre mitjà de persones vivint en cada habitatge era de 2,31 i el nombre mitjà de persones que vivien en cada família era de 2,92.
Per edats la població es repartia de la següent manera: un 17,4% tenia menys de 18 anys, un 13,9% entre 18 i 24, un 29% entre 25 i 44, un 23,9% de 45 a 60 i un 15,8% 65 anys o més.
L'edat mitjana era de 38 anys. Per cada 100 dones de 18 o més anys hi havia 85,6 homes.
La renda mitjana per habitatge era de 66.839 $ i la renda mitjana per família de 98.553 $. Els homes tenien una renda mitjana de 66.178 $ mentre que les dones 39.444 $. La renda per capita de la població era de 46.163 $. Entorn del 4,3% de les famílies i el 6,9% de la població estaven per davall del llindar de pobresa.

## Poblacions properes
El següent diagrama mostra les poblacions més properes.